# フランシス・ジャム
フランシス・ジャム（Francis Jammes、1868年12月2日 - 1938年11月1日）は、フランスの叙情詩人、小説家、劇作家。素朴な易しい言葉で、山野・生物、少女、信仰などをうたった。「詩のドゥアニエ・ルソー」と称された。

## 生涯
スペインと接するオート＝ピレネー県のトゥルネ（Tournay）に生まれた。1876年、父がピレネー＝アトランティック県サン＝パレの登記所収税役に任命されたため、同地に越した。父が転勤を重ね、フランシスはポー、次いでボルドーのリセに入ったが、散策や採集を好んで、学業には身を入れなかった。
1888年（20歳）、大学入学資格試験に失敗し、文学への傾斜を深めた。同年父が没し、母と姉と、フランス南西端ピレネー＝アトランティック県のオルテズに移った。父祖代々の地であった。翌年公証人事務所に勤めてやめ、詩作に打ち込み、1891年の『6つのソネット』を皮切りに詩集を出し、それらがステファヌ・マラルメやアンドレ・ジッドに認められた。
1895年（27歳）、ジッドがジャムの詩「ある日」を『メルキュール・ド・フランス』に発表。初めてパリに遊びはしたが、オルテズを好み、その山野・鳥獣・草花、そして少女らを愛し続けた。1896年、ジッド夫妻の北アフリカ旅行に合流した。1897年、文芸誌上に、自らの文学姿勢のマニフェスト『ジャミスム宣言』を載せた。
初期の詩の朴訥なうたいぶりは、清新だ衒いだと褒貶が割れたが、力強さを加えた1898年の『明けの鐘から夕べの鐘まで』で、世評が定まった。
1900年、ポール・クローデルを知り、カトリックの信仰を固め、1905年、聖地ルルドへの巡礼に、クローデルと連れ立った。
この前後、少女に恋しては破れ、また、『クララ・デレブーズ』（1899年）、『アルマイード・デトルモン』（1901年）、『ポム・ダニス』（1904年）など、「少女もの」を書いた。
1907年（39歳）、カトリックの女性、ジュヌヴィエーヴ・ゲドルプ（Geneviève Goedorp）と結婚した。1912年、オルテーズ教区の参事会員となり、1914年の第一次世界大戦開戦のときは、オルテーズの野戦病院を管理した。1921年、バス＝ピレネー県（現在のピレネー＝アトランティック県）のアスパラン（Hasparren）へ移った。1922年、レジオンドヌール勲章の授与を辞退した。1917年に作家の全作品に対して贈られるアカデミー・フランセーズ文学大賞を受賞した。アカデミー・フランセーズ会員には何度か立候補したが選出されなかった。
その後も活発な文筆活動をしたが、1938年（70歳）アスパランの自宅で没した。村の墓地に小さな十字架が立てられた。

## 著作

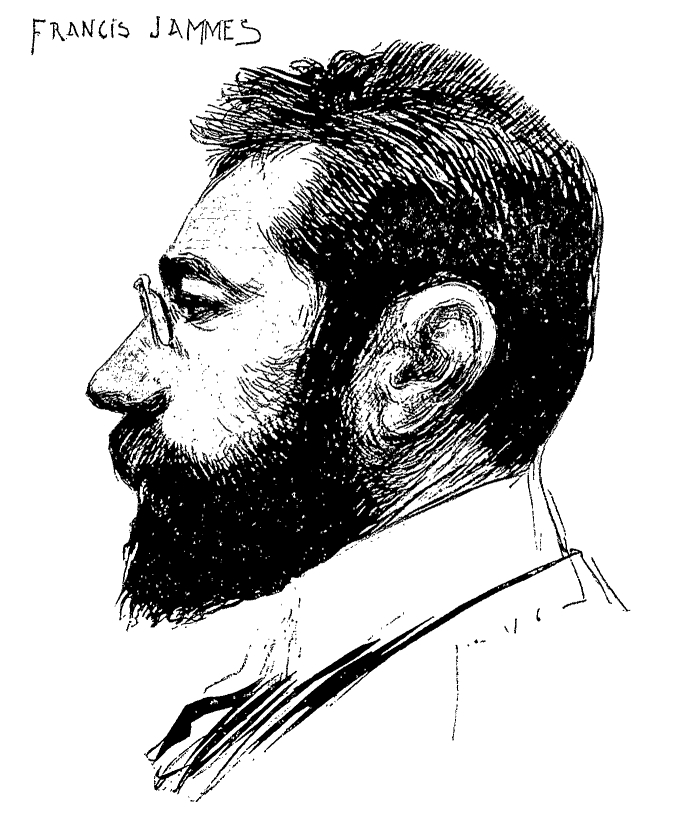
ジャン・ヴェベによる肖像（1898年）

- ジャン・ヴェベによる肖像（1898年）1891年、『6つのソネット』（Six Sonnets）（詩集）
- 1892年、『詩集』（Vers）
- 1893年、『詩集』 改訂版（Vers）
- 1894年、『詩集』 増補版（Vers）
- 1895年、『一日』（Un jour）（詩集）
- 1896年、『オアシスとアルジェのノート』（Notes sur des oasis et sur Alger）（紀行）
- 1897年、『詩人の誕生』（La Naissance du Poète）（対話詩）
- 1897年、『ジャミスム宣言』（Le Jammisme） (マニフェスト）
- 1898年、『明けの鐘から夕べの鐘まで』（De l'Angélus de l'aube à l'Angélus du soir）（詩集）
- 1898年、『十四の祈り』（Quatorze prières）（詩集）
- 1899年、『クララ・デレブーズ又は昔の少女の物語』（Clara d'Ellebeuse ou l'histoire d'une ancienne jeune fille）（小説）
- 1899年、『はだかの少女』（La Jeune Fille nue）（劇詩）
- 1900年、『詩人と小鳥』（Le Poète et l'oiseau）（劇詩）
- 1901年、『桜草の喪』（Le Deuil des primevères）（詩集）
- 1901年、『情熱の乙女、アルマイード・デトルモン』（Almaïde d'Étremont ou l'histoire d'une jeune fille passionnée）（小説）
- 1902年、『生命の勝利』（Le Triomphe de la vie）（詩集）
- 1902年、『ジャン・ド・ノアリュー』（Jean de Noarrieu）（詩集）
- 1903年、『野兎物語』（Le Roman du lièvre）（小説）
- 1904年、『身に十字架を負ったポム・ダニス』（Pomme d'Anis ou l'histoire d'une jeune fille infirme）（小説）
- 1905年、『悲しみのうた』（Tristesses）（詩集）
- 1906年、『庭についての瞑想』（Pensée des jardins）（詩･散文集）
- 1906年、『木の葉をまとった教会』（L'Église habillée de feuilles）
- 1906年、『空の晴れ間』（Clairières dans le ciel）（詩集）
  - リリ・ブーランジェが、1913年に曲をつけている。
- 1908年、『蜜色の光』（Rayons de miel）
- 1908年、『韻の整った詩』（Poèmes mesurés）（詩集）
- 1910年、『わが娘ベルナデット』（Ma fille Bernadette）（詩･散文集）
- 1911年 - 1912年、『キリスト教徒の農耕詩』（全7巻）（Les Géorgiques chrétiennes）（詩集）
- 1913年、『風の中の木の葉』（Feuilles dans le vent）
- 1916年、『戦時の五つの祈り』（Cinq prières pour le temps de la guerre）（散文集）
- 1916年、『ロザリオの祈り』（Le Rosaire au soleil）（小説）
- 1918年、『オズロンの主任司祭様』（Monsieur le curé d'Ozeron）（小説）
- 1919年、『聖母とソネット』（La Vierge et les sonnets）（詩集）
- 1919年、『マリアの薔薇』（La Rose à Marie）（散文）
- 1919年、『私の子供たちのクリスマス』（Le Noël de mes enfants）（小説）
- 1919年、『一人の処女』（Une vierge）（小説）
- 1920年、『詩人リュスティック』（Le Poète Rustique）（散文）
- 1921年、『神のような年代から忘恩の年代まで』（回想録第1巻）（De l'âge divin à l'âge ingrat）
- 1921年、『墓碑銘』（Épitaphes）（詩集）
- 1921年、『ラ・フォンテーヌの墓』（Le Tombeau de Jean de la Fontaine）（詩集）
- 1921年、『子供たちの所へ来た神様』（Le Bon Dieu chez les enfants）（散文集）
- 1921年、『聖ヨセフの書』（Le Livre de Saint Joseph）（散文集）
- 1922年、『愛・詩神・狩り』（回想録第2巻）（L'Amour, les muses et la chasse）
- 1922年、『詩人と霊感』（Le Poète et l'inspiration）（散文集）
- 1923年、『詩人の気まぐれ』（回想録第3巻）（Les Caprices du Poète）
- 1923年、『四行詩集1』（Le Premier Livre des quatrains）
- 1923年、『四行詩集2 』（Le Deuxième Livre des quatrains）
- 1924年、『四行詩集3 』（Le Troisième Livre des quatrains）
- 1924年、『二つの結婚のための鐘』（Cloches pour deux mariages）（小説）
- 1925年、『信仰の日を燃やす為の柴』（Brindilles pour rallumer la foi）（散文集）
- 1925年、『四行詩集4 』（Le Quatrième Livre des quatrains）
- 1925年、『バスクのロビンソン一家』（Les Robinsons Basques）（小説）
- 1926年、『わが詩的フランス』（Ma France poétique）（詩集）
- 1926年、『三十六人の女』（Trente-six femmes）（散文集）
- 1926年、『バス＝ピレネー県、その詩的な自然史』（Basses-Pyrénées, histoires naturelles et poétiques）（散文集）
- 1927年、『ラヴィジュリー』（Lavigerie）（伝記）
- 1927年、『フランシスカン風の夢』（Le Rêve franciscain）（散文集）
- 1927年、『春の序曲』（Ouverture du Printemps）（詩集）
- 1928年、『ダイアナ』（Diane）（3幕の戯曲）
- 1928年、『詩人ジャノ』（Janot-Poète）（小説）
- 1928年、『聖なる苦しみ』（La Divine Douleur）（散文集）
- 1928年、『夜の歌』（Les Nuits qui me chantent）（散文集）
- 1928年、『島々』（Îles）（散文集）
- 1929年、『ギイ・ド・フォンギャランの一生』（La Vie de Guy de Fontgalland）（伝記）
- 1930年、『田園観察と瞑想』（Champêtreries et méditations）（散文集）

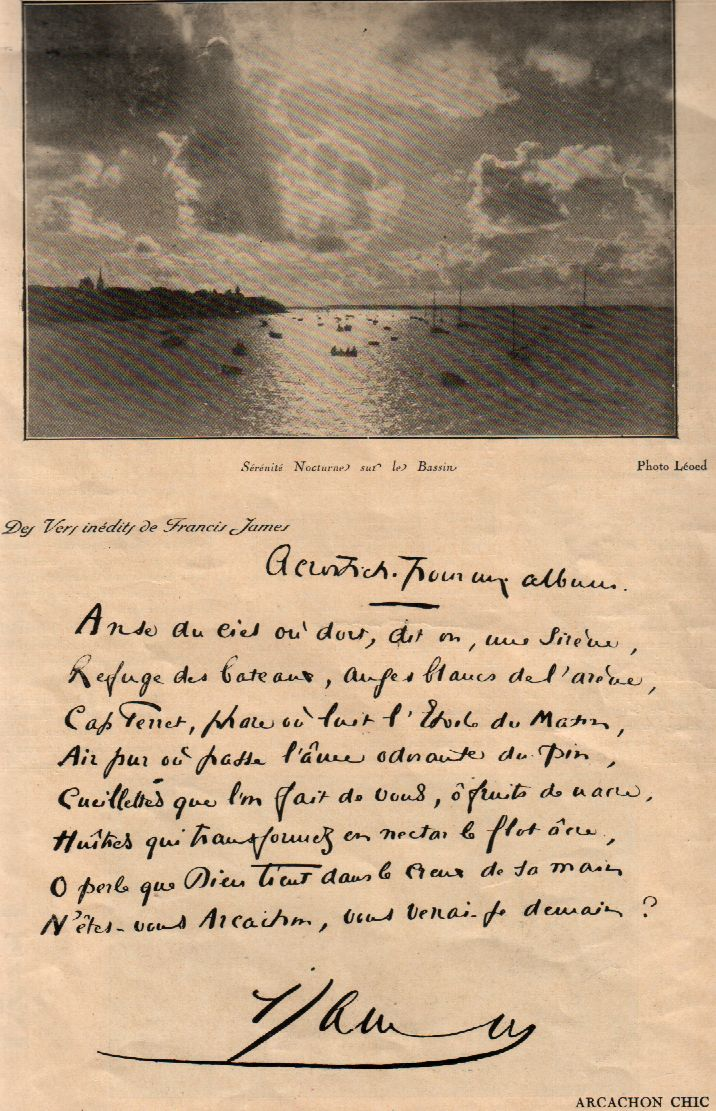
『写真集のための折句』の原稿

- 『写真集のための折句』の原稿1930年、『写真集のための折句』（Acrostiche pour un album）
- 1930年、『詩の読誦』（Leçons poétiques）（評論）
- 1931年、『愛の虹』（L'Arc-en-ciel des amours）（散文集）
- 1931年、『学校をさぼる、または好きな詩を自由に学ぶ』（L'École buissonnière, ou Cours libre de proses choisies）（散文選集）
- 1932年、『アンティジイド、または真珠色のエリオ』（L'Antigyde ou Élie de Nacre）（小説）
- 1933年、『パイプという犬』（Pipe Chien）（小説）
- 1934年、『善きサマリア人の薬局』（La Pharmacie du Bon Samaritain）（散文集）
- 1935年、『詩人の十字架』（Le Crucifix du poète）（散文集）
- 1935年、『ひばり』（Alouette）（詩集）
- 1935年、『過ぎし時からとこしえまで』（De tout temps à jamais）（詩集）
- 1936年、『神・魂・感情』（Dieu, l'âme et le sentiment）（散文集）
- 1936年、『ルルドの巡礼者』（ルウルド霊験由来）（Le Pèlerin de Lourdes）（散文集）
- 1936年、『泉』（Sources）（詩集）
- 1937年、『火』（Feux)（詩集）

没後
- 1938年、『翼の伝説、またはマリー＝エリザベト』（La Légende de l'aile ou Marie-Élisabeth）（小説）
- 1940年、『マラルメとジャムの対話』（Dialogue Stéphane Mallarmé - Francis Jammes）（書簡集）
- 1941年、『聖ルイ』（Saint Louis; ou, L'Esprit de la Croisade）（歴史小説）
- 1942年、『フランス歌曲の諸相』（Variations dans un air français）（散文集）
- 1943年、『二人の女（マモール、シモーヌ）』（Deux femmes (Mamore, Simone)）（散文集）
- 1943年、『ボルドー市の思い出』（Rappel de la ville de Bordeaux）（散文集）
- 1944年、『泉と火』（Sources et Feux）（詩集）
- 1944年、『不思議な友情』（Une Amitié mystique）（アンリ・デュパルクとの書簡集）
- 1945年、『人でいっぱいの孤独』（Solitude peuplée）（講演集）
- 1945年、『意外な友情』（Une amitié inattendue）（コレットとの書簡集）
- 1946年、『抒情的な友情』（Une amitié lyrique）（アルベール・サマン（フランス語版）との書簡集）
- 1946年、『恩寵』（La Grâce）（詩集）
- 1948年、『幼い日の思い出』（幼い日の思い出）（詩集）
- 1948年、『アンドレ・ジッドとの書簡集』（Correspondances avec André Gide）
- 1949年、『族長とその群れ』（回想録第4巻）（Le Patriarche et son troupeau）
- 1950年、『風刺と愛の詩』（Le Poème d'ironie et d'amour）（詩集）
- 1950年、『詞華集』
- 1952年、『ポール・クローデル、ガブリエル・フリゾーとの書簡集』（Correspondances avec Paul Claudel, Gabriel Frizeau）
- 1954年、『ジョンキーユ、または気のふれた少女の物語』（Jonquille ou l'histoire d'une folle）（未完の小説）

- 1959年、『アルチュール・フォンテーヌとの書簡集』（Correspondances avec Arthur Fontaine）
- 1966年、『フランシス・グリフィンとの書簡集』（Correspondances avec Francis Viélé-Griffin）

## 訳書

### 単行本
初邦訳は1925年。／ 印で新版・改版を記載。
- 堀口大學訳 『フランシス・ジヤム詩抄』、第一書房（1928）／『ジャム詩集』、新潮文庫（1951、復刊1994）ISBN 9784102500613
- 三好達治訳 『夜の歌 散文詩』、野田書房（1936）／岩波文庫（1938、復刊2004ほか）ISBN 9784003255711／新潮文庫（1951）／人文書院（1976）ISBN 9784409130094
- 市原豊太訳 『三人の乙女』、右文書院（1941）／角川文庫（1951）／人文書院（改訳 1977）
  - 市原豊太訳 『クララ・デレブウズ　青春の書』、鎌倉文庫（1947）、抜粋版
- 田辺保訳 『パラダイス　ジャム短篇集』、第三書房（1964）
- 尾崎喜八訳 『ジャム詩集 新訳』、彌生書房 世界の詩（1965、新版1980）
- 倉田清訳 『ジャム詩集』、三笠書房 世界の名詩集9（1967）／朝日出版社（1980）、改訂版（1998）ISBN 9784255980065
- 安東次男訳 『野うさぎ物語』、角川文庫（復刊1989）ISBN 9784042036012
- 大岡信訳 『ジャム詩集』、河出書房 ポケット版・世界の詩人（1968）
- 田辺保訳 『ジャム詩集』、旺文社文庫（1969）
- 田辺保訳 『三人の少女』、旺文社文庫（1979）／旺文社 必読名作シリーズ、（1990）ISBN 9784010670194
- 田辺保訳 『星がひとつほしいとの祈り』、サンリオ（1977）
- 猿渡重達訳 『放蕩息子の火 フランシス・ジャム詩集』、沖積舎（1980）
- 猿渡重達訳 『野兎物語』、まほろば書房（1985）ISBN 9784943974017／新装版（2011）
- 手塚伸一訳 『メモワール』、青土社（1985）
- 手塚伸一訳 『フランシス・ジャム全詩集』、青土社（1992）ISBN 9784791790845
  - 手塚伸一編訳『フランシス・ジャム詩集』、岩波文庫（2012）
- 手塚伸一編訳 『桜草の喪・空の晴れ間』[4]、平凡社 ライブラリー（1994） ISBN 9784582760446
- 手塚伸一訳 『三人の乙女たち　フランシス・ジャム散文選』、青土社（2000）ISBN 9784791757961
  - 『三人の乙女たち』、岩波文庫（2012）

### 全集
- 『フランシス・ジャム全集』全3巻、青土社（1981）
  - 第1巻、大岡信ほか訳『明けの鐘から夕べの鐘まで』、手塚伸一訳『桜草の喪』
  - 第2巻、田辺保訳『空の晴れ間 ― 神のうちに』、『木の葉をまとった教会』、手塚伸一訳『悲しみの歌』、倉田清訳『さまざまな詩』、『ロザリオの祈り』、堀口大學訳『ルウルド霊験由来』、三好達治訳：『夜の歌』
  - 第3巻、田辺保訳『少女たち』、安東次男訳『野うさぎ物語』、手塚伸一訳『二つの結婚のための鐘』

## 参考資料
- 「フランシス・ジャム全集第3巻」の巻末の、田辺保編：『年譜』
- 「三好達治訳、散文詩 夜の歌、岩波文庫」の巻末の、三好達治：『あとがき』
- 「新潮世界文学辞典 増補改訂版、新潮社（1990）ISBN 9784107302090」の中の、市原豊太：『フランシス・ジャム』
- 「集英社世界文学辞典、集英社（1992）ISBN 9784081430079」の中の、手塚伸一：『フランシス・ジャム』